# فيكتور شابمان
فيكتور شابمان (بالفرنسية: Victor Chapman)‏ هو طيار أمريكي وفرنسي، ولد في 17 أبريل 1890 في نيويورك في الولايات المتحدة، وتوفي في 24 يونيو 1916 في Douaumont ‏ في فرنسا بسبب قتل في المعركة.